# 林靈玉
林靈玉（1968年—），台灣劇團經營者。

## 經歷
林靈玉19歲時，和一群讀戲劇系的朋友每天一起談創作、表演，後來在1988年協同導演梁志民和朋友們，在蘭陵劇坊及劇場前輩的幫助下，於1988年創立果陀劇場。果陀劇場成立初期，為了增進專業知識，林靈玉每個月參加工商界聚會，旁聽台大EMBA還有其他政府單位舉辦的相關課程；籌措經費方面，林靈玉的父親並不支持她，20多歲的林靈玉便靠賣自己切好的水果當流動攤販賺取收入，和梁志民婚後一段時間甚至住在國立藝術學院（現臺北藝術大學）頂樓的鐵皮屋。林靈玉和父親之間的關係直到1992年《淡水小鎮》演出後才趨緩。

## 參與作品
林靈玉早期曾多次參與果陀戲劇的演出。三度扮演《淡水小鎮》的艾茉莉。1998年演完《E-Mail情人》後，退居幕後成為劇場經理人，致力於戲劇製作及劇團的經營管理。

## 軼事
林靈玉因為太愛《淡水小鎮》而搬至淡水，後來在她介紹之下，張雨生也在淡水買了房子。